# Sollevamento pesi ai Giochi della XXXI Olimpiade - +75 kg femminile
Le gare di sollevamento pesi della categoria oltre 75 kg femminile dei Giochi olimpici di Rio de Janeiro 2016 si sono svolte il 14 agosto 2016 presso il padiglione 2 di Riocentro.

## Programma
Tutte le ore sono per il fuso-orario brasiliano (UTC-03:00)
| Data           | Ora   | Evento   |
| -------------- | ----- | -------- |
| 14 agosto 2016 | 15:30 | Gruppo B |
| 14 agosto 2016 | 19:00 | Gruppo A |

## Risultati
| Pos. | Atleta             | Gruppo | Strappo (kg) | Strappo (kg) | Strappo (kg) | Strappo (kg) | Slancio (kg) | Slancio (kg) | Slancio (kg) | Slancio (kg) | Totale |
| Pos. | Atleta             | Gruppo | 1            | 2            | 3            | Risultato    | 1            | 2            | 3            | Risultato    | Totale |
| ---- | ------------------ | ------ | ------------ | ------------ | ------------ | ------------ | ------------ | ------------ | ------------ | ------------ | ------ |
|      | Meng Suping        | A      | 125          | 125          | 130          | 130          | 175          | 175          | 177          | 177          | 307    |
|      | Kim Kuk-hyang      | A      | 123          | 127          | 131          | 131          | 162          | 170          | 175          | 175          | 306    |
|      | Sarah Robles       | A      | 118          | 122          | 126          | 126          | 151          | 155          | 160          | 160          | 286    |
| 4    | Shaimaa Haridy     | A      | 117          | 121          | 121          | 117          | 155          | 161          | 169          | 161          | 278    |
| 5    | Lee Hui-sol        | A      | 119          | 122          | 126          | 122          | 153          | 159          | 159          | 153          | 275    |
| 6    | Son Young-hee      | A      | 115          | 118          | 121          | 118          | 155          | 162          | 166          | 155          | 273    |
| 7    | Yaniuska Espinosa  | B      | 115          | 119          | 121          | 121          | 145          | 149          | 151          | 152          | 273    |
| 8    | Andreea Aanei      | A      | 119          | 119          | 120          | 120          | 145          | 154          | 154          | 145          | 265    |
| 9    | Maryam Usman       | A      | 115          | 120          | 120          | 115          | 145          | 150          | 152          | 150          | 265    |
| 10   | Anastasiia Lysenko | B      | 117          | 117          | 117          | 117          | 146          | 146          | 156          | 146          | 263    |
| 11   | Yosra Dhieb        | B      | 106          | 106          | 111          | 111          | 133          | 138          | 141          | 138          | 249    |
| 12   | Anastasija Hotfrid | B      | 110          | 113          | 115          | 113          | 130          | 135          | 135          | 135          | 248    |
| 13   | Tracey Lambrechs   | B      | 98           | 98           | 101          | 98           | 133          | 133          | 139          | 133          | 231    |
| 14   | Luisa Peters       | B      | 95           | 100          | 100          | 100          | 119          | 124          | 126          | 124          | 224    |
| 15   | Fatima Hireche     | B      | 83           | 87           | 90           | 87           | 105          | 108          | 108          | 105          | 192    |
| —    | Naryury Pérez      | A      | 110          | 115          | 117          | 117          | 145          | 145          | 145          | —            | —      |